# Tadzjikistan op de Olympische Zomerspelen 2004
Tadzjikistan nam deel aan de Olympische Zomerspelen 2004 in Athene, Griekenland. Het was de derde deelname en net als tijdens de vorige twee edities werd er geen medaille gewonnen.

## Deelnemers & Resultaten
(m) = mannen, (v) = vrouwen 
| Sport        | Olympiër (deelname) | Discipline                        | Resultaat    | Prestatie |
| ------------ | ------------------- | --------------------------------- | ------------ | --- |
| Atletiek     | Dilshod Nazarov     | kogelslingeren (m)                | kwalificatie | kwalificatie: geen score, drie keer ongeldig                                                                                                   |
| Atletiek     | Gulsara Dadabaeva   | marathon (v)                      | 53e          | 2:5.45 |
| Boksen       | Sherali Dostiev     | lichtvlieggewicht (tot 48 kg) (m) | 1/16F        | 1/16F: verloor van Harry Tañamor (Phi) (12-17)                                                                                                 |
| Boogschieten | Nargis Nabieva      | vrouwen                           | 1/32F        | rang ronde: 600 (55e) 1/32F: verloor van Wu Hui Ju (Tpe) (142-156)                                                                             |
| Schietsport  | Sergey Babikov      | 10 m luchtpistool (m)             | 10e          | kwalificatie: 581 punten |
| Worstelen    | Yusup Abdusalomov   | vrije stijl, tot 74 kg (m)        | 9e           | groep 2: (2e) won van Einur Aslanov (Aze) (7-3) verloor van Daniel Igali (Can) (2-5) (9TP, 4CP)                                                |
| Worstelen    | Shamil Aliev        | vrije stijl, tot 84 kg (m)        | 8e           | groep 7: (2e) won van Nicola Ghita (Rom) (4-3; 7.49) won van Matar Sene (Sen) (6-3) verloor van Sazhid Sazhidov (Rus) (0-5) (10TP, 6CP)        |
| Worstelen    | Lidiya Karamchakova | vrije stijl, tot 48 kg (v)        | 7e           | groep 3: (2e) verloor van Irini Merleni (Ukr) (1-41) won van Fani Pastha (Gre) (5-3; 6.23) won van Fadhila Louati (Tun) (val; 1.50) (7TP, 8CP) |
| Worstelen    | Natalya Ivanova     | vrije stijl, tot 63 kg (v)        | 11e          | groep 3: (2e) verloor van Volha Khilko (Blr) (1-4) verloor van Lise Legrand (Fra) (0-3; 6.59) (1TP, 1CP)                                       |

Afghanistan · Albanië · Algerije · Amerikaanse Maagdeneilanden · Amerikaans-Samoa · Andorra · Angola · Antigua en Barbuda · Argentinië · Armenië · Aruba · Australië · Azerbeidzjan · Bahama's · Bahrein · Bangladesh · Barbados · België · Belize · Benin · Bermuda · Bhutan · Bolivia · Bosnië en Herzegovina · Botswana · Brazilië · Britse Maagdeneilanden · Brunei · Bulgarije · Burkina Faso · Burundi · Cambodja · Canada · Centraal-Afrikaanse Republiek · Chili · China · Chinees Taipei · Colombia · Comoren · Congo-Brazzaville · Congo-Kinshasa · Cookeilanden · Costa Rica · Cuba · Cyprus · Denemarken · Djibouti · Dominica · Dominicaanse Republiek · Duitsland · Ecuador · Egypte · El Salvador · Equatoriaal-Guinea · Eritrea · Estland · Ethiopië · Fiji · Filipijnen · Finland · Frankrijk · Gabon · Gambia · Georgië · Ghana · Grenada · Griekenland · Groot-Brittannië · Guam · Guatemala · Guinee · Guinee‑Bissau · Guyana · Haïti · Honduras · Hongarije · Hongkong · Ierland · IJsland · India · Indonesië · Irak · Iran · Israël · Italië · Ivoorkust · Jamaica · Japan · Jemen · Jordanië · Kaaimaneilanden · Kaapverdië · Kameroen · Kazachstan · Kenia · Kirgizië · Kiribati · Koeweit · Kroatië · Laos · Lesotho · Letland · Libanon · Liberia · Libië · Liechtenstein · Litouwen · Luxemburg · Macedonië · Madagaskar · Malawi · Malediven · Maleisië · Mali · Malta · Marokko · Mauritanië · Mauritius · Mexico · Micronesië · Moldavië · Monaco · Mongolië · Mozambique · Myanmar · Namibië · Nauru · Nederland · Nederlandse Antillen · Nepal · Nicaragua · Nieuw-Zeeland · Niger · Nigeria · Noord-Korea · Noorwegen · Oeganda · Oekraïne · Oezbekistan · Oman · Oostenrijk · Oost‑Timor · Pakistan · Palau · Palestina · Panama · Papoea-Nieuw-Guinea · Paraguay · Peru · Polen · Portugal · Puerto Rico · Qatar · Roemenië · Rusland · Rwanda · Saint Kitts en Nevis · Saint Lucia · Saint Vincent en Grenadines · Salomonseilanden · Samoa · San Marino · Sao Tomé en Principe · Saoedi-Arabië · Senegal · Servië en Montenegro · Seychellen · Sierra Leone · Singapore · Slovenië · Slowakije · Soedan · Somalië · Spanje · Sri Lanka · Suriname · Swaziland · Syrië · Tadzjikistan · Tanzania · Thailand · Togo · Tonga · Trinidad en Tobago · Tsjaad · Tsjechië · Tunesië · Turkije · Turkmenistan · Uruguay · Vanuatu · Venezuela · Verenigde Arabische Emiraten · Verenigde Staten · Vietnam · Wit-Rusland · Zambia · Zimbabwe · Zuid-Afrika · Zuid-Korea · Zweden · Zwitserland